# Österreichische Eishockey-Liga 2013/14
Die Saison 2013/14 der Österreichischen Eishockeyliga war die elfte Spielzeit der höchsten österreichischen Eishockeyspielklasse unter dem Namen Erste Bank Eishockey Liga (EBEL). Sie begann am 7. September 2013 mit dem Eröffnungsspiel zwischen dem EC Dornbirn und dem EC VSV und endete am 13. April 2014. EBEL-Champion wurde der HC Bozen, der im Playoff-Finale den EC Red Bull Salzburg in fünf Spielen mit 3:2 Siegen bezwang. Damit gelang es dem ersten nicht-österreichischen Klub seit Umbenennung der Liga, die Meisterschaft der EBEL zu gewinnen. Der EC Red Bull Salzburg sicherte sich als bestplatzierte österreichische Mannschaft den Titel des Österreichischen Meisters.

## Teilnehmende Mannschaften und Modus
Gegenüber der Vorsaison änderte sich das Teilnehmerfeld erneut. Nachdem es bereits zuvor Gerüchte gegeben hatte, wurde im April 2013 bestätigt, dass der kroatische Club KHL Medveščak Zagreb für die Saison 2013/14 in die Kontinentale Hockey-Liga wechselte. Damit kam nach vier Spielzeiten, in denen die Mannschaft je zwei Mal das Viertel- und Halbfinale erreichte, das Aus. Die Mannschaft hatte in allen vier Spielzeiten die meisten Zuschauer verbuchen können und war außerdem als Veranstalter vieler außergewöhnlicher Events wie den Freiluftspielen im Amphitheater Pula in Erscheinung getreten.
Durch den Weggang war zunächst eine Saison mit elf Mannschaften geplant worden, wenngleich die Namen mehrerer Neueinsteiger in den Medien genannt wurden. Unter anderem hatte sich der ungarische Club Dab.Docler bereits im Jänner für eine EBEL-Teilnahme beworben, wurde jedoch von den übrigen Clubs mehrheitlich abgelehnt. Auch der slowakische Verein ŠHK 37 Piešťany tauchte in mehreren Berichten auf.

### Aufnahme des HC Bozen
Konkret wurde die Entwicklung mit dem HC Bozen aus der italienischen Serie A1. Der Club war ebenfalls bereits in den Vorjahren als neues Mitglied genannt worden, hatte aber die Freigabe des italienischen Eishockeyverbandes nicht erhalten. Das änderte sich am 26. Juni 2013. Da es gleichzeitig aufgrund von Problemen im italienischen Hockey zu einer Umstrukturierung der Ligen gekommen war (viele Clubs der zweiten Spielklasse wechselten in die ebenfalls supranationale Inter-National-League), äußerten die Vereine der Serie A ihren Unmut über die Erlaubnis in einem Brief an den Verband und drohten mit Klagen.

### Teams der Saison 2013/14
(gereiht nach Vorjahrsplatzierung)
| Mannschaft                | Vorjahresplatzierung | Trainer          | Heimarena                  | Kapazität |
| EC KAC                    | Meister              | Christer Olsson  | Eissportzentrum Klagenfurt | 5.088     |
| Vienna Capitals           | Vizemeister          | Tommy Samuelsson | Albert-Schultz-Halle       | 7.022     |
| EHC Liwest Linz           | Halbfinal-Out        | Rob Daum         | KeineSorgenEisarena        | 4.863     |
| EC Red Bull Salzburg      | Halbfinal-Out        | Don Jackson      | Volksgarten-Arena          | 3.500     |
| EC Graz 99ers             | Viertelfinal-Out     | Mario Richer     | Eisstadion Graz-Liebenau   | 4.050     |
| EC VSV                    | Viertelfinal-Out     | Hannu Järvenpää  | Stadthalle Villach         | 4.500     |
| Orli Znojmo               | Viertelfinal-Out     | Jiří Režnar      | Hostan Arena               | 5.500     |
| HDD Olimpija Ljubljana    | 9.                   | Bojan Zajc       | Hala Tivoli                | 5.000     |
| EC Dornbirn               | 10.                  | Dave MacQueen    | Messestadion Dornbirn      | 4.270     |
| Alba Volán Székesfehérvár | 11.                  | Marty Raymond    | Eishalle Székesfehérvár    | 3.500     |
| HC Innsbruck              | 12.                  | Daniel Naud      | Tiroler Wasserkraft Arena  | 3.200     |
| HC Bozen                  | neu in der Liga      | Tom Pokel        | Eiswelle                   | 7.000     |

### Nachwuchsmannschaften EBYSL und EBJL
Nach der Premierensaison der Erste Bank Young Stars League (Altersklasse U20) im Vorjahr wurde das Konzept für die Spielzeit 2013/14 um eine U18-Spielklasse erweitert: die Erste Bank Juniors League. Wie bei der erstgenannten stellten fast alle EBEL-Clubs Mannschaften für die EBJL.
| Liga                              | Meister            | Teilnehmer |
| --------------------------------- | ------------------ | ---------- |
| U20 Erste Bank Young Stars League | HK Olimpija        | 13 Teams   |
| U18 Erste Bank Juniors League     | SAPA Fehérvár AV19 | 18 Teams   |

### Modus
Der Modus der Saison musste um die Teilnahmen an den Olympischen Spielen und der B-Weltmeisterschaft herum organisiert werden, was wenig Spielraum bei der Gestaltung des Spielplans zuließ. Der grundlegende Modus mit Hauptrunde, Zwischenrunde und Playoffs blieb unverändert, jedoch wurden Änderungen im Detail vorgenommen. So wurde der Samstag als zusätzlicher Spieltag ins Programm genommen, während Halbfinale und Finale in den Playoffs nur noch über fünf statt sieben Spiele gingen.

## Transfers
| - EC Red Bull Salzburg Die wichtigste Änderung in Salzburg war das Ende der Ära Pierre Pagé, der durch Don Jackson als Trainer ersetzt wurde. Mit Ryan Glenn, Danny Richmond, Ryan Duncan, Steve Regier und Rob Schremp verließ eine ganze Reihe an Schlüsselspielern den Verein. Neu verpflichtet wurden Troy Milam, Michael Boivin, Garrett Roe, Mitch Wahl, Brian Fahey, Evan Brophey und Joe Motzko. | - Vienna Capitals Bei den Capitals verließen mehrere Schlüsselspieler den Verein. Während Fabian Weinhandl zum EC KAC wechselte, verstärkte Zdenek Blatny die Adler aus Znojmo. Mit Dan Bjornlie wurde eine langjährige Stammkraft abgegeben. Tony Romano erhielt ebenso keinen neuen Vertrag wie die Österreicher Philipp Pinter, Daniel Woger und André Lakos. Neu zur Mannschaft stießen Mike Ouellette von den Linzern, Justin Fletcher aus der Asia League Ice Hockey und Mark Matheson und Dustin Sylvester aus der American Hockey League.                                                |
| - EC VSV Der EC VSV verstärkte sich mit Michael Forney aus der ECHL und Verteidiger Cole Jarrett (99ers) und Stürmer Brock McBride (Ljubljana). Als Abgänge standen Derek Damon, Brad Cole, Antti Pusa und Justin Taylor zu Buche. | - EC KAC Beim EC KAC wurde bereits kurz nach Gewinn der Meisterschaft die Rückkehr des Klagenfurters Thomas Pöck bekannt gegeben. Abgegeben wurden unter anderem Raphael Herburger (EHC Biel, National League A), Thomas Hundertpfund, sowie die Kurzzeit-Verstärkungen Kevin Doell und Tomislav Zanoški. Ebenso wurde Andy Chiodo durch Fabian Weinhandl (Capitals) ersetzt. |
| - EHC Linz Der EHC Linz gab mit Brett Engelhardt, Danny Irmen, David LeNeveu und Mike Ouellette eine große Anzahl Schlüsselspieler ab und ließ auch Martin Mairitsch und Martin Grabher-Meier nach Dornbirn wechseln. Vom Vorarlberger Club kam im Gegenzug mit Andrew Kozek der Top-Torschütze der letzten EBEL-Saison. Brad Moran, Jason Ulmer und Michael Ouzas kamen neu hinzu. | - HDD Olimpija Ljubljana Die Laibacher nahmen weitreichende Veränderungen im Kader vor um gaben Thomas Andre, Patrick Coulombe und Brock McBride ab. Neu hinzu kamen Pascal Morency, der bereits mit Zagreb EBEL-Erfahrung gesammelt hatte, Jack Laplante, Nick Ross, der ebenfalls bereits ein Jahr zuvor in Salzburg gespielt hatte, Alex Berry von den Reading Royals, Scott Howes von den Springfield Falcons und Jeff Ulmer vom HC Lausanne. Außerdem kehrte mit Aleš Sila ein ehemaliger Nachwuchsspieler des Clubs nach mehreren Stationen in Europa zurück.                              |
| - HC Bozen Der HC Bozen baute sein Team von der Basis an neu auf und besetzte die Torhüterposition mit dem Tschechen Jaroslav Hübl. Neben etablierten italienischen Spielern wurden die Legionäre Joe Charlebois (zuvor bei den Kalamazoo Wings), Davide Nicoletti (Cincinnati Cyclones), Sébastien Piché (Greenville Road Warriors), Matt Tomassoni (Iserlohn Roosters), Mark Santorelli (VIK Västerås HK), Kim Strömberg (Orli Znojmo) und Trent Whitfield (Providence Bruins) verpflichtet.                                                                                    | - EC Graz 99ers Die Graz 99ers gestalteten ihren Kader zu einem großen Teil neu und verpflichteten Stürmer Francis Lemieux von den Innsbruckern, Ryan Kinasewich (Salzburg), Andy Sertich (Zagreb), Patrick Coulombe (Ljubljana) und Daniel Woger von den Capitals. Im Gegenzug verließen Cole Jarrett (VSV), Ryan Lannon, Jean-Michel Daoust den Verein. Neuer Torwart wurde Dany Sabourin. |
| - Alba Volán Székesfehérvár Torhüter Adam Munro wechselte nach Innsbruck; der Club entschied sich dazu, mit einem recht jungen Duo bestehend aus Bence Bálizs und Miklós Rajna in die Saison zu starten. Für die Verteidigung konnte mit Richard Jackman ein bereits EBEL-erfahrener (Salzburg) Spieler gewonnen werden. Ebenso war Stürmer Colton Yellow Horn bereits in Salzburg aktiv gewesen. Adam Naglich kam aus Zagreb nach Ungarn. Des Weiteren wurden Travis Gawryletz (HC Pardubice) und Andrew Sarauer (Las Vegas Wranglers) weitere Legionäre unter Vertrag genommen. | - EC Dornbirn Bei den Vorarlbergern wurde Torhüter Thomas Tragust durch Adam Dennis ersetzt. Andrew Kozek wechselte nach Linz. Neu hinzu kamen neben einigen österreichischen Spielern Patrick Jarrett, der Brudes des VSV-Verteidigers Cole Jarrett, Kevin Montgomery (Lillehammer IK), Alex Plante (Oklahoma City Barons), Brendan Brooks (Iserlohn Roosters), Graham Mink (Providence Bruins) und Brett Sonne (Texas Stars). |
| - Orli Znojmo Torwart Ondřej Kacetl verließ den Club und wurde durch Jakub Čech ersetzt. Thomas Andrew kam von Laibach nach Tschechien. Keinen Platz mehr im Kader erhielten Burke Henry, Martin Planek, Kim Strömberg und Marek Uram. Neu verpflichtet wurde Andrew Thomas (ehemals Ljubljana). | - HC Innsbruck Nach dem enttäuschenden Abschneiden im Vorjahr veränderte Innsbruck den Kader vor allem im Bereich der Transferkartenspieler. Für Thomas Tragust wurde Adam Munro (Székesfehérvár) als Torwart verpflichtet. Stürmer Luke Salazar kam aus Norwegen zum Verein, Marek Malík vom HC Vítkovice und Shane Sims von AaB Ishockey. Im Stürmerbereich gelang mit den Zwillingen Justin und Tyler Donati (Vålerenga Oslo) eine gute Verpflichtung. Francis Lemieux wurde von den Grazern abgeworben, während Aaron Fox eine Stelle als Sportdirektor beim Neo-KHL-Club aus Zagreb antrat. |

## Saisonvorbereitung
Wie in den vergangenen Spielzeiten spielten die EBEL-Clubs mehrere Turniere zur Vorbereitung auf die neue Saison. Das wichtigste dieser Turniere stellt die vierte Austragung der European Trophy dar, an der erneut der EC Red Bull Salzburg und die Vienna Capitals teilnahmen.
Anmerkung: Mannschaften aus der EBEL sind fett dargestellt
| Turnier                                                       | Zeitraum                         | Teilnehmende Mannschaften | Endstand |
| Gäubodenvolksfest-Pokalturnier Straubing, Deutschland         | 16. bis 18. August 2013          | EC KAC Augsburger Panther (DEL) Iserlohn Roosters (DEL) Straubing Tigers (DEL)                                                                    | 1. EC KAC (2 Siege, 3:1 Tore) 2. Iserlohn Roosters (1 Sieg, 3:3 Tore) 3. Straubing Tigers (1 Sieg, 6:5 Tore) 4. Augsburger Panther (0 Siege, 3:6 Tore)                                     |
| Brașov Cup Brașov, Rumänien                                   | 16. bis 18. August 2013          | Alba Volán Székesfehérvár SCM Fenestela 68 Brașov (Rumänische Eishockeyliga) HC Mikron Nové Zámky (2. Liga (Slowakei)) Rosenborg IHK (GET-ligaen) | 1. Alba Volán Székesfehérvár (9 Punkte, 17:6 Tore) 2. Rosenborg IHK (6 Punkte, 13:12 Tore) 3. SCM Fenestela 68 Brașov (3 Punkte, 10:17 Tore) 4. HC Mikron Nové Zámky (0 Punkte, 7:12 Tore) |
| Rudi-Hiti-Sommercup Bled, Slowenien                           | 22. bis 24. August 2013          | HDD Olimpija Ljubljana Diables Rouges de Briançon (Ligue Magnus) Stavanger Oilers (GET-ligaen) HC Jesenice (Inter-National-League)                | 1. Stavanger Oilers (9 Punkte, 17:3 Tore) 2. HDD Olimpija Ljubljana (5 Punkte, 7:9 Tore) 3. Diables Rouges de Briançon (4 Punkte, 10:8 Tore) 4. HC Jesenice (0 Punkte, 3:17 Tore)          |
| Tatranský pohár Poprad, Slowakei                              | 22. bis 24. August 2013          | EC Graz 99ers HC Košice (Slovnaft Extraliga) HK Poprad (Slovnaft Extraliga) Polnisches Nationalteam                                               | 1. EC Graz 99ers (9 Punkte, 14:5 Tore) 2. HC Košice (6 Punkte, 13:9 Tore) 3. Polnisches Nationalteam (3 Punkte, 7:13 Tore) 4. HK Poprad (0 Punkte, 7:14 Tore)                              |
| Dolomitencup Neumarkt, Italien                                | 21. bis 25. August 2013          | EC VSV HC Innsbruck Grizzly Adams Wolfsburg (DEL) Augsburger Panther (DEL) SCL Tigers (National League A) HC Pustertal (Serie A1)                 | 1. Augsburger Panther 2. EC VSV 3. HC Pustertal 4. SCL Tigers 5. Grizzly Adams Wolfsburg 6. HC Innsbruck                                                                                   |
| Miskolc Kupa Miskolc, Ungarn                                  | 23. bis 25. August 2013          | Alba Volán Székesfehérvár MsHK Žilina (Slovnaft Extraliga) Miskolci Jegesmedvék JSE (MOL Liga) KH Sanok (Ekstraliga)                              | 1. KH Sanok (9 Punkte, 10:4 Tore) 2. Alba Volán Székesfehérvár (6 Punkte, 11:5 Tore) 3. Miskolci Jegesmedvék JSE (3 Punkte, 10:14 Tore) 4. MsHK Žilina (0 Punkte, 3:11 Tore)               |
| Gábor-Ocskay-Gedenkturnier Székesfehérvár, Ungarn             | 31. August bis 1. September 2013 | Alba Volán Székesfehérvár HDD Olimpija Ljubljana HC Ambrì-Piotta (National League A) Sheffield Steelers (Elite Ice Hockey League)                 | 1. Alba Volán Székesfehérvár 2. HC Ambrì-Piotta 3. Sheffield Steelers 4. HDD Olimpija Ljubljana                                                                                            |
| König Ludwig Weißbier-Cup Garmisch-Partenkirchen, Deutschland | 31. August bis 1. September 2013 | EHC Linz ESV Kaufbeuren (2. Eishockey-Bundesliga) SC Riessersee (2. Eishockey-Bundesliga) Nürnberg Ice Tigers (DEL)                               | 1. EHC Linz 2. SC Riessersee 3. Nürnberg Ice Tigers 4. ESV Kaufbeuren |

## Grunddurchgang

### Hauptrunde

#### Kreuztabelle der Hauptrunden-Ergebnisse
|          | Auswärts      |               |                     |                     |               |                     |                     |               |               |               |               |               |
| Zu Hause | KAC           | VSV           | VIC                 | G99                 | HCI           | ECD                 | EHL                 | OLJ           | AVS           | BOZ           | ZNO           | RBS           |
| KAC      |               | 4:5 n. V. 3:2 | 3:7 2:3 n. P.       | 3:0 2:0             | 5:1 4:1       | 2:1 3:4             | 5:1 2:6             | 4:2 3:4 n. P. | 2:3 3:2 n. P. | 3:2 n. P. 2:3 | 4:2 4:3 n. V. | 0:3 2:3       |
| VSV      | 4:1 3:0       |               | 1:4 2:4             | 1:2 3:4 n. P.       | 3:2 4:0       | 7:1 3:0             | 5:2 7:3             | 8:0 3:2       | 6:3 3:6       | 4:2 2:4       | 4:3 n. P. 1:3 | 3:4 3:1       |
| VIC      | 4:1 3:4 n. P. | 1:4 11:1      |                     | 4:2 4:3             | 5:0 3:2       | 3:4 5:3             | 5:2 7:4             | 4:2 2:1 n. V. | 3:0 2:1       | 3:4 3:1       | 4:3 n. V. 2:3 | 9:1 4:3       |
| G99      | 1:0 1:2 n. P. | 3:6 2:6       | 4:3 1:6             |                     | 6:2 8:3       | 2:0 3:4 n. V.       | 3:1 4:3 n. V.       | 2:1 3:2       | 3:4 n. P. 6:1 | 5:2 1:4       | 4:1 2:3       | 1:2 2:1       |
| HCI      | 4:5 5:4 n. V. | 2:6 3:9       | 3:7 3:5             | 4:3 n. P. 4:3 n. P. |               | 5:2 7:4             | 3:4 3:4 n. V.       | 4:2 1:4       | 7:2 3:4 n. V. | 1:6 0:1       | 2:3 3:1       | 0:4 1:4       |
| ECD      | 3:2 2:3 n. P. | 3:6 4:3 n. P. | 2:3 n. V. 3:2 n. V. | 4:2 8:6             | 6:2 4:3 n. V. |                     | 3:5 1:3             | 4:0 8:1       | 4:3 n. V. 5:3 | 1:3 8:1       | 3:4 1:2 n. P. | 4:7 1:3       |
| EHL      | 4:1           | 7:0 6:3       | 2:1 4:2             | 2:0 4:3 n. V.       | 4:1 6:3       | 4:1 5:1             |                     | 3:2 5:2       | 4:1 7:3       | 3:5 4:1       | 4:5 n. V. 3:1 | 6:2 3:1       |
| OLJ      | 3:4 1:2 n. V. | 1:7 5:6       | 1:2 1:3             | 1:2 4:1             | 5:1 5:6       | 2:3 n. P. 3:5       | 4:1 1:5             |               | 5:2 2:3       | 2:3 1:3       | 0:5 3:2 n. P. | 4:5 2:4       |
| AVS      | 2:5 2:3 n. V. | 4:2 2:3 n. V. | 3:0 5:3             | 3:1                 | 0:1 3:2 n. V. | 2:4 4:3 n. V.       | 4:2 1:4             | 2:3 n. V. 1:2 |               | 3:6 3:7       | 3:2 3:4 n. V. | 3:4 n. P. 6:3 |
| BOZ      | 7:4 2:1       | 4:1 2:1       | 3:5 2:4             | 2:3 n. V. 2:1 n. P. | 2:1 4:0       | 5:6 n. P. 3:4 n. P. | 3:4 n. P. 3:4 n. V. | 5:4 3:2       | 5:2 3:4 n. P. |               | 3:2 2:4       | 4:3 1:3       |
| ZNO      | 1:3 6:4       | 5:3 4:5       | 4:0 0:3             | 2:3 n. P. 2:3       | 5:3 6:2       | 4:1 2:6             | 5:2                 | 5:2 4:2       | 2:4 3:2       | 5:2 1:2       |               | 4:5 n. V. 3:2 |
| RBS      | 7:0 3:4 n. P. | 9:1 3:4       | 3:1 2:1             | 5:0 3:0             | 2:1 4:1       | 5:2 5:3             | 1:2 n. V. 4:2       | 3:1 7:1       | 2:3 n. V. 2:1 | 5:2 3:1       | 2:4 4:6       |               |

Legende:
KAC = EC KAC, VSV = EC VSV, VIC = EV Vienna Capitals, G99 = EC Graz 99ers, HCI = HC Innsbruck, ECD = EC Dornbirn, EHL = EHC Linz, OLJ = HDD Olimpija Ljubljana, AVS = Alba Volán Székesfehérvár, BOZ = HC Bozen, ZNO = HC Orli Znojmo, RBS = EC Red Bull Salzburg

#### Endstand der Hauptrunde
| Rang | Team                      | GP | S  | N  | SNV | NNV | SNP | NNP | Tore    | TVH | Punkte |
| ---- | ------------------------- | -- | -- | -- | --- | --- | --- | --- | ------- | --- | ------ |
| 1    | Vienna Capitals           | 44 | 30 | 14 | 3   | 1   | 1   | 1   | 160:103 | +54 | 62     |
| 2    | EHC Liwest Linz           | 44 | 30 | 14 | 4   | 2   | 1   | 0   | 150:119 | +41 | 62     |
| 3    | EC Red Bull Salzburg      | 44 | 29 | 15 | 1   | 2   | 1   | 1   | 152:107 | +45 | 61     |
| 4    | HC Bozen                  | 44 | 25 | 19 | 0   | 2   | 1   | 5   | 135:126 | +9  | 57     |
| 5    | Orli Znojmo               | 44 | 25 | 19 | 2   | 3   | 1   | 3   | 144:122 | +22 | 56     |
| 6    | EC VSV                    | 44 | 26 | 18 | 2   | 0   | 1   | 2   | 164:139 | +25 | 54     |
| 7    | EC KAC                    | 44 | 22 | 22 | 3   | 2   | 6   | 2   | 119:130 | −11 | 48     |
| 8    | EC Dornbirn               | 44 | 21 | 23 | 4   | 2   | 4   | 2   | 144:151 | −7  | 46     |
| 9    | EC Graz 99ers             | 44 | 19 | 25 | 2   | 2   | 2   | 5   | 110:127 | −17 | 45     |
| 10   | Alba Volán Székesfehérvár | 44 | 18 | 26 | 4   | 5   | 2   | 2   | 119:147 | −28 | 43     |
| 11   | HC Innsbruck              | 44 | 10 | 34 | 1   | 4   | 2   | 0   | 106:181 | −75 | 24     |
| 12   | HDD Olimpija Ljubljana    | 44 | 9  | 35 | 1   | 2   | 2   | 1   | 98:159  | −61 | 21     |

Stand: 12. Januar 2014
Legende:
GP = Spiele, S = Siege, N = Niederlagen, SNV = Siege nach Verlängerung, NNV = Niederlage nach Verlängerung, SNP = Siege nach Penaltyschießen, NNP = Niederlage nach Penaltyschießen, TVH = Torverhältnis

### Platzierungsrunde

#### Tabelle der Platzierungsrunde
| Rang | Team                 | GP | S | N | SNV | NNV | SNP | NNP | Tore  | TVH | Punkte (BP) |
| ---- | -------------------- | -- | - | - | --- | --- | --- | --- | ----- | --- | ----------- |
| 1.   | EC Red Bull Salzburg | 10 | 8 | 2 | 2   | 0   | 0   | 1   | 36:18 | +18 | 19 (2)      |
| 2.   | HC Bozen             | 10 | 6 | 4 | 0   | 1   | 2   | 0   | 27:22 | +5  | 14 (1)      |
| 3.   | Vienna Capitals      | 10 | 4 | 6 | 1   | 0   | 1   | 1   | 23:32 | −9  | 13 (4)      |
| 4.   | Orli Znojmo          | 10 | 5 | 5 | 0   | 1   | 0   | 1   | 32:26 | +6  | 12 (0)      |
| 5.   | EC VSV               | 10 | 4 | 6 | 1   | 2   | 0   | 0   | 31:35 | −4  | 10 (0)      |
| 6.   | EHC Linz             | 10 | 3 | 7 | 0   | 0   | 0   | 0   | 18:34 | −16 | 9 (3)       |

#### Kreuztabelle der Ergebnisse
Stand: 2. März 2014

|          | Auswärts  |           |     |           |     |           |
| Zu Hause | VSV       | VIC       | EHL | BOZ       | ZNO | RBS       |
| VSV      |           | 3:4 n. V. | 4:2 | 6:3       | 4:3 | 2:3       |
| VIC      | 4:2       |           | 1:3 | 1:2       | 4:7 | 1:5       |
| EHL      | 5:3       | 0:3       |     | 1:3       | 1:6 | 1:4       |
| BOZ      | 6:2       | 3:2 n. P. | 0:1 |           | 4:0 | 2:3 n. V. |
| ZNO      | 2:3 n. V. | 2:3 n. P. | 3:2 | 4:1       |     | 3:0       |
| RBS      | 3:2 n. V. | 5:0       | 7:2 | 2:3 n. P. | 4:2 |           |

### Qualifikationsrunde

#### Tabelle der Qualifikationsrunde
| Rang | Team                      | GP | S | N | SNV | NNV | SNP | NNP | Tore  | TVH | Punkte (BP) |
| ---- | ------------------------- | -- | - | - | --- | --- | --- | --- | ----- | --- | ----------- |
| 1.   | Alba Volán Székesfehérvár | 10 | 8 | 2 | 0   | 0   | 0   | 0   | 32:21 | +11 | 17 (1)      |
| 2.   | EC Dornbirn               | 10 | 6 | 4 | 2   | 0   | 0   | 0   | 33:27 | +6  | 15 (3)      |
| 3.   | EC KAC                    | 10 | 5 | 5 | 0   | 1   | 0   | 0   | 33:22 | +11 | 15 (4)      |
| 4.   | EC Graz 99ers             | 10 | 5 | 5 | 1   | 1   | 0   | 0   | 34:32 | +2  | 13 (2)      |
| 5.   | HDD Olimpija Ljubljana    | 10 | 4 | 6 | 0   | 0   | 0   | 0   | 30:37 | −7  | 8 (0)       |
| 6.   | HC Innsbruck              | 10 | 2 | 8 | 0   | 1   | 0   | 0   | 19:42 | −23 | 5 (0)       |

Das direkte Duell gegen den KAC um den Aufstieg in die Playoffs konnte der EC Dornbirn mit einem 3:2-Heimsieg nach Verlängerung sowie einem 2:1-Auswärtserfolg in Klagenfurt für sich entscheiden.

#### Kreuztabelle der Ergebnisse
Stand: 2. März 2014

|          | Auswärts  |     |           |           |     |     |
| Zu Hause | KAC       | G99 | HCI       | ECD       | OLJ | AVS |
| KAC      |           | 3:4 | 5:2       | 1:2       | 5:2 | 1:2 |
| G99      | 2:6       |     | 2:1 n. V. | 4:5 n. V. | 6:2 | 2:4 |
| HCI      | 4:3       | 1:4 |           | 3:9       | 4:3 | 0:3 |
| ECD      | 3:2 n. V. | 1:4 | 4:1       |           | 4:1 | 2:3 |
| OLJ      | 0:5       | 4:2 | 4:3       | 5:2       |     | 1:4 |
| AVS      | 1:2       | 5:4 | 5:0       | 3:1       | 2:8 |     |

Legende:
GP = Spiele, S = Siege, N = Niederlagen, SNV = Siege nach Verlängerung, NNV = Niederlage nach Verlängerung, SNP = Siege nach Penaltyschießen, NNP = Niederlage nach Penaltyschießen, TVH = Torverhältnis, BP = Bonuspunkte nach der Hauptrunde

### Statistiken des Grunddurchgangs

#### Topscorer
| Rang | Spieler          | Team | GP | G  | A  | PTS | PIM | +  | -  | +/- | PPG | SHG | GWG | SOG | SG%   |
| ---- | ---------------- | ---- | -- | -- | -- | --- | --- | -- | -- | --- | --- | --- | --- | --- | ----- |
| 1    | John Hughes      | VSV  | 54 | 24 | 61 | 85  | 18  | 69 | 49 | 20  | 8   | 1   | 3   | 196 | 12,24 |
| 2    | Derek Ryan       | VSV  | 54 | 38 | 46 | 84  | 50  | 70 | 44 | 26  | 10  | 0   | 5   | 223 | 17,04 |
| 3    | Luciano Aquino   | DEC  | 53 | 30 | 49 | 79  | 37  | 44 | 54 | −10 | 11  | 1   | 3   | 163 | 18,40 |
| 4    | François Fortier | VIC  | 53 | 28 | 33 | 61  | 19  | 51 | 32 | 19  | 8   | 0   | 5   | 178 | 15,73 |
| 5    | Jason Ulmer      | EHL  | 54 | 16 | 41 | 57  | 24  | 55 | 39 | 16  | 4   | 1   | 3   | 123 | 13,01 |
| 6    | Adam Havlik      | ZNO  | 53 | 18 | 38 | 56  | 69  | 44 | 32 | 12  | 5   | 1   | 5   | 150 | 12,00 |
| 7    | Benoît Gratton   | VIC  | 49 | 12 | 41 | 53  | 128 | 47 | 36 | 11  | 4   | 1   | 1   | 109 | 11,01 |
| 8    | Justin Donati    | HCI  | 54 | 23 | 29 | 52  | 26  | 44 | 64 | −20 | 7   | 0   | 3   | 129 | 17,83 |
| 9    | Frank Banham     | AVS  | 54 | 20 | 31 | 51  | 34  | 42 | 47 | −5  | 1   | 0   | 5   | 239 | 8,37  |
| 10   | Tyler Donati     | HCI  | 53 | 18 | 33 | 51  | 10  | 41 | 57 | −16 | 4   | 0   | 2   | 124 | 14,52 |
| 11   | Brad Moran       | EHL  | 50 | 16 | 35 | 51  | 16  | 47 | 37 | 10  | 2   | 0   | 1   | 103 | 15,53 |
| 12   | Chris D’Alvise   | DEC  | 54 | 32 | 18 | 50  | 16  | 40 | 36 | 4   | 10  | 1   | 6   | 146 | 21,92 |
| 13   | Andrew Sarauer   | AVS  | 54 | 19 | 30 | 49  | 52  | 48 | 44 | 4   | 5   | 3   | 5   | 142 | 13,38 |
| 14   | Graham Mink      | DEC  | 51 | 23 | 23 | 46  | 87  | 39 | 46 | −7  | 10  | 0   | 4   | 139 | 16,55 |
| 15   | Jonathan Ferland | VIC  | 53 | 23 | 22 | 45  | 44  | 41 | 38 | 3   | 8   | 0   | 3   | 172 | 13,37 |

Legende:
AVS = Alba Volán Székesfehérvár, RBS = EC Red Bull Salzburg, EHL = EHC Linz, G99 = EC Graz 99ers, ZNO = Orli Znojmo, VSV = EC VSV, KAC = EC KAC, VIC = Vienna Capitals, BOL = HC Bozen, OLJ = HDD Olimpija Ljubljana, HCI = HC Innsbruck, DEC = EC Dornbirn
GP = Absolvierte Spiele, G = Tore, A = Assists, PTS = Scorerpunkte, PIM = Strafminuten, +/- = Plusminus-Wert, PPG = Powerplay-Tore, SHG = Unterzahl-Tore, GWG = Siegestore, SOG = Torschüsse, SOG% = Schusseffizienz

#### Torhüter
| Rang | Spieler                 | Team | GP | GPI | MIP     | GA  | GAA  | SOG  | SVS  | SVS%  | SO | W  | L | OTL | A | PIM |
| ---- | ----------------------- | ---- | -- | --- | ------- | --- | ---- | ---- | ---- | ----- | -- | -- | - | --- | - | --- |
| 1    | Zoltán Hetényi          | AVS  | 27 | 27  | 1547:25 | 69  | 2,68 | 941  | 872  | 92,67 | 2  | 14 |   |     | 2 | 6   |
| 2    | Luka Gračnar            | RBS  | 54 | 36  | 2134:01 | 72  | 2,02 | 945  | 873  | 92,38 | 4  | 25 |   |     | 1 | 0   |
| 3    | Michael Ouzas           | EHL  | 48 | 44  | 2562:37 | 107 | 2,51 | 1329 | 1222 | 91,95 | 2  | 28 |   |     | 2 | 2   |
| 4    | Dany Sabourin           | G99  | 50 | 45  | 2610:19 | 114 | 2,62 | 1409 | 1295 | 91,91 | 2  | 20 |   |     | 2 | 2   |
| 5    | Sasu Hovi               | ZNO  | 50 | 43  | 2462:17 | 114 | 2,78 | 1407 | 1293 | 91,90 | 3  | 21 |   |     | 1 | 10  |
| 6    | Jean-Philippe Lamoureux | VSV  | 50 | 46  | 2650:22 | 121 | 2,74 | 1481 | 1360 | 91,83 | 4  | 26 |   |     | 2 | 16  |
| 7    | René Swette             | KAC  | 46 | 36  | 2117:30 | 86  | 2,44 | 1024 | 938  | 91,60 | 2  | 18 |   |     | 0 | 4   |
| 8    | Matt Zaba               | VIC  | 51 | 47  | 2800:35 | 114 | 2,44 | 1350 | 1236 | 91,56 | 4  | 30 |   |     | 0 | 2   |
| 9    | Jaroslav Hübl           | BOL  | 54 | 50  | 3038:36 | 128 | 2,53 | 1496 | 1368 | 91,44 | 3  | 30 |   |     | 0 | 4   |
| 10   | Jerry Kuhn              | OLJ  | 50 | 45  | 2589:35 | 143 | 3,31 | 1621 | 1478 | 91,18 | 0  | 11 |   |     | 2 | 6   |
| 11   | Adam Munro              | HCI  | 44 | 39  | 2315:08 | 134 | 3,47 | 1452 | 1322 | 91,05 | 1  | 9  |   |     | 1 | 18  |
| 12   | Bence Bálizs            | AVS  | 33 | 22  | 1176:50 | 60  | 3,06 | 650  | 590  | 90,77 | 1  | 9  |   |     | 0 | 2   |
| 13   | Adam Dennis             | DEC  | 54 | 51  | 3018:31 | 157 | 3,12 | 1684 | 1527 | 90,68 | 1  | 26 |   |     | 2 | 8   |
| 14   | Sebastian Stefaniszin   | G99  | 47 | 14  | 675:03  | 34  | 3,02 | 352  | 318  | 90,34 | 0  | 4  |   |     | 0 | 2   |
| 15   | Lorenz Hirn             | EHL  | 54 | 13  | 693:17  | 38  | 3,29 | 383  | 345  | 90,08 | 1  | 5  |   |     | 0 | 0   |
| 16   | Bernd Brückler          | RBS  | 53 | 19  | 1117:54 | 49  | 2,63 | 489  | 440  | 89,98 | 2  | 12 |   |     | 1 | 2   |
| 17   | Fabian Weinhandl        | KAC  | 54 | 20  | 1125:26 | 60  | 3,20 | 586  | 526  | 89,76 | 1  | 9  |   |     | 0 | 0   |
| 18   | Aleš Sila               | OLJ  | 54 | 13  | 657:44  | 49  | 4,47 | 434  | 385  | 88,71 | 0  | 2  |   |     | 0 | 2   |
| 19   | Patrick Machreich       | HCI  | 53 | 17  | 899:53  | 76  | 5,07 | 636  | 560  | 88,05 | 0  | 3  |   |     | 0 | 2   |

Legende:
AVS = Alba Volán Székesfehérvár, RBS = EC Red Bull Salzburg, EHL = EHC Linz, G99 = EC Graz 99ers, ZNO = Orli Znojmo, VSV = EC VSV, KAC = EC KAC, VIC = Vienna Capitals, BOL = HC Bozen, OLJ = HDD Olimpija Ljubljana, HCI = HC Innsbruck, DEC = EC Dornbirn
(Legende zur Torhüterstatistik: GP oder Sp = Spiele insgesamt; W oder S = Siege; L oder N = Niederlagen; T oder U oder OT = Unentschieden oder Overtime- bzw. Shootout-Niederlage; Min. = Minuten; SOG oder SaT = Schüsse aufs Tor; GA oder GT = Gegentore; SO = Shutouts; GAA oder GTS = Gegentorschnitt; Sv% oder SVS% = Fangquote; EN = Empty Net Goal; 1 Play-downs/Relegation; Kursiv: Statistik nicht vollständig)

## Playoffs

### Auswahl der Gegner für das Viertelfinale
Wie schon im letzten Jahr, hatten in dieser Saison die drei bestplatzierten Mannschaften, nach schwedischem Vorbild, ein Wahlrecht für ihre jeweiligen Gegner im Viertelfinale. Die Wahl fand am 3. März 2014 live auf Servus TV statt, wo Vertreter von Red Bull Salzburg, des HC Bozen und der Vienna Capitals, ihre Entscheidungen bekanntgaben. Salzburg wählte zuerst Dornbirn, Bozen im Anschluss Fehérvár und die Capitals den VSV. Znojmo, der Vierte nach der Pickround, erhielt den verbleibenden EHC Linz als Gegner. Aufgrund der dreiwöchigen Olympiapause, werden Halbfinale und Finale im Modus Best-of-Five gespielt, die Viertelfinals im gewohnten Best-of-Seven Modus. Der nach der Pickround bestplatzierte Sieger der Viertelfinals, spielt im Halbfinale gegen den schlechtestplatzierten und der Zweitbeste gegen den Zweitschlechtesten.

### Playoff-Baum
| Viertelfinale | Viertelfinale             | Viertelfinale |     |                      | Halbfinale | Halbfinale | Halbfinale |  |  | Finale | Finale | Finale |
|               |                           |               |     |                      |            |            |            |  |  |        |        |        |
| PL1           | EC Red Bull Salzburg      | 4             |     |                      |            |            |            |  |  |        |        |        |
| QU2           | Dornbirner EC             | 2             |     |                      |            |            |            |  |  |        |        |        |
| QU2           | Dornbirner EC             | 2             | PL1 | EC Red Bull Salzburg | 3          |            |            |  |  |        |        |        |
|               |                           |               | PL1 | EC Red Bull Salzburg | 3          |            |            |  |  |        |        |        |
|               | PL6                       | EHC Linz      | 0   |                      |            |            |            |  |  |        |        |        |
| PL4           | PL6                       | EHC Linz      | 0   | Orli Znojmo          | 1          |            |            |  |  |        |        |        |
| PL4           |                           |               |     | Orli Znojmo          | 1          |            |            |  |  |        |        |        |
| PL6           | EHC Linz                  | 4             |     |                      |            |            |            |  |  |        |        |        |
| PL6           | EHC Linz                  | 4             | PL1 | EC Red Bull Salzburg | 2          |            |            |  |  |        |        |        |
|               |                           |               |     | EC Red Bull Salzburg | 2          |            |            |  |  |        |        |        |
|               | PL2                       | HC Bozen      | 3   |                      |            |            |            |  |  |        |        |        |
| PL2           | PL2                       | HC Bozen      | 3   | HC Bozen             | 4          |            |            |  |  |        |        |        |
| PL2           |                           |               |     | HC Bozen             | 4          |            |            |  |  |        |        |        |
| QU1           | Alba Volán Székesfehérvár | 0             |     |                      |            |            |            |  |  |        |        |        |
| QU1           | Alba Volán Székesfehérvár | 0             | PL2 | HC Bozen             | 3          |            |            |  |  |        |        |        |
|               |                           |               | PL2 | HC Bozen             | 3          |            |            |  |  |        |        |        |
|               | PL5                       | EC VSV        | 1   |                      |            |            |            |  |  |        |        |        |
| PL3           | PL5                       | EC VSV        | 1   | Vienna Capitals      | 1          |            |            |  |  |        |        |        |
| PL3           |                           |               |     | Vienna Capitals      | 1          |            |            |  |  |        |        |        |
| PL5           | EC VSV                    | 4             |     |                      |            |            |            |  |  |        |        |        |

### Viertelfinale
| EC Red Bull Salzburg (PL1) – EC Dornbirn (QU2) | EC Red Bull Salzburg (PL1) – EC Dornbirn (QU2) | EC Red Bull Salzburg (PL1) – EC Dornbirn (QU2) |
| ---------------------------------------------- | ---------------------------------------------- | ---------------------------------------------- |
| 7. März                                        | EC Red Bull Salzburg – EC Dornbirn             | 2:3 n. V. (1:1, 0:1, 1:0, 0:1)                 |
| 9. März                                        | EC Dornbirn – EC Red Bull Salzburg             | 5:4 (2:0, 2:2, 1:2)                            |
| 11. März                                       | EC Red Bull Salzburg – EC Dornbirn             | 4:3 n. V. (1:2, 2:1, 0:0, 1:0)                 |
| 14. März                                       | EC Dornbirn – EC Red Bull Salzburg             | 2:4 (1:0, 1:1, 0:3)                            |
| 16. März                                       | EC Red Bull Salzburg – EC Dornbirn             | 6:3 (2:0, 2:1, 2:2)                            |
| 18. März                                       | EC Dornbirn – EC Red Bull Salzburg             | 2:4 (0:2, 1:1, 1:1)                            |
| Endstand in der Serie: 4:2                     |                                                |                                                |

| HC Bozen (PL2) – SAPA Fehérvár (QU1) | HC Bozen (PL2) – SAPA Fehérvár (QU1) | HC Bozen (PL2) – SAPA Fehérvár (QU1) |
| ------------------------------------ | ------------------------------------ | ------------------------------------ |
| 7. März                              | HC Bozen – SAPA Fehérvár             | 3:2 n. V. (1:2, 0:0, 1:0, 1:0)       |
| 9. März                              | SAPA Fehérvár – HC Bozen             | 2:4 (0:2, 1:1, 1:1)                  |
| 11. März                             | HC Bozen – SAPA Fehérvár             | 3:0 (2:0, 0:0, 1:0)                  |
| 14. März                             | SAPA Fehérvár – HC Bozen             | 3:4 (0:0, 1:2, 2:2)                  |
| Endstand in der Serie: 4:0           |                                      |                                      |

| UPC Vienna Capitals (PL3) – EC VSV (PL5) | UPC Vienna Capitals (PL3) – EC VSV (PL5) | UPC Vienna Capitals (PL3) – EC VSV (PL5) |
| ---------------------------------------- | ---------------------------------------- | ---------------------------------------- |
| 7. März                                  | UPC Vienna Capitals – EC VSV             | 4:2 (2:0, 1:1, 1:1)                      |
| 9. März                                  | EC VSV – UPC Vienna Capitals             | 5:2 (1:0, 2:1, 2:1)                      |
| 11. März                                 | UPC Vienna Capitals – EC VSV             | 2:4 (0:2, 1:1, 1:1)                      |
| 14. März                                 | EC VSV – UPC Vienna Capitals             | 7:3 (3:2, 1:1, 3:0)                      |
| 16. März                                 | UPC Vienna Capitals – EC VSV             | 2:4 (0:0, 2:2, 0:2)                      |
| Endstand in der Serie in der Serie: 1:4  |                                          |                                          |

| HC Orli Znojmo (PL4) – EHC Black Wings Linz (PL6) | HC Orli Znojmo (PL4) – EHC Black Wings Linz (PL6) | HC Orli Znojmo (PL4) – EHC Black Wings Linz (PL6) |
| ------------------------------------------------- | ------------------------------------------------- | ------------------------------------------------- |
| 7. März                                           | HC Orli Znojmo – EHC Black Wings Linz             | 4:3 n. V. (1:3, 1:0, 1:0, 1:0)                    |
| 9. März                                           | EHC Black Wings Linz – HC Orli Znojmo             | 6:5 n. V. (2:1, 3:2, 0:2, 1:0)                    |
| 11. März                                          | HC Orli Znojmo – EHC Black Wings Linz             | 3:4 (2:2, 0:1, 1:1)                               |
| 14. März                                          | EHC Black Wings Linz – HC Orli Znoimo             | 3:2 (2:0, 1:1, 0:1)                               |
| 16. März                                          | HC Orli Znojmo – EHC Black Wings Linz             | 1:7 (0:1, 0:3, 1:3)                               |
| Endstand in der Serie: 1:4                        |                                                   |                                                   |

### Halbfinale
| EC Red Bull Salzburg (PL1) – EHC Black Wings Linz (PL6) | EC Red Bull Salzburg (PL1) – EHC Black Wings Linz (PL6) | EC Red Bull Salzburg (PL1) – EHC Black Wings Linz (PL6) |
| ------------------------------------------------------- | ------------------------------------------------------- | ------------------------------------------------------- |
| 23. März                                                | EC Red Bull Salzburg – EHC Black Wings Linz             | 4:2 (2:2, 1:0, 1:0)                                     |
| 25. März                                                | EHC Black Wings Linz – EC Red Bull Salzburg             | 2:3 n. V. (1:1, 0:1, 1:0, 0:1)                          |
| 28. März                                                | EC Red Bull Salzburg – EHC Black Wings Linz             | 3:0 (1:0, 0:0, 2:0)                                     |
| Endstand in der Serie: 3:0                              |                                                         |                                                         |

| HC Bozen (PL2) – EC VSV (PL5) | HC Bozen (PL2) – EC VSV (PL5) | HC Bozen (PL2) – EC VSV (PL5)  |
| ----------------------------- | ----------------------------- | ------------------------------ |
| 23. März                      | HC Bozen – EC VSV             | 2:1 (2:0, 0:1, 0:0)            |
| 25. März                      | EC VSV – HC Bozen             | 3:4 n. V. (0:0, 1:3, 2:0, 0:1) |
| 28. März                      | HC Bozen – EC VSV             | 1:5 (0:2, 0:1, 1:2)            |
| 30. März                      | EC VSV – HC Bozen             | 3:5 (1:1, 1:1, 1:3)            |
| Endstand in der Serie: 3:1    |                               |                                |

### Finale
| Finale: EC Red Bull Salzburg (PL1) – HC Bozen (PL2) Saisonbilanz: 6 Spiele, 4:2 Siege, Torverhältnis 18:14 | Finale: EC Red Bull Salzburg (PL1) – HC Bozen (PL2) Saisonbilanz: 6 Spiele, 4:2 Siege, Torverhältnis 18:14 | Finale: EC Red Bull Salzburg (PL1) – HC Bozen (PL2) Saisonbilanz: 6 Spiele, 4:2 Siege, Torverhältnis 18:14                                             | Finale: EC Red Bull Salzburg (PL1) – HC Bozen (PL2) Saisonbilanz: 6 Spiele, 4:2 Siege, Torverhältnis 18:14 |
| --- | --- | --- | --- |
| 4. April 2014, 19:30 Uhr Eisarena, Salzburg 3.200 Zuschauer                                                | EC Red Bull Salzburg | 1:6 (0:1, 1:3, 0:2) | HC Bozen |
| 4. April 2014, 19:30 Uhr Eisarena, Salzburg 3.200 Zuschauer                                                | Thomas Raffl (36:46, Konstantin Komarek, Joe Motzko) | Strafminuten: 22 bzw. 24 Torhüter: Bernd Brückler (EC Red Bull Salzburg, 60:00, 21 Schüsse, 6 Tore) Jaroslav Hübl (HC Bozen, 60:00, 32 Schüsse, 1 Tor) | Rick Schofield (17:36, John Esposito, Marco Insam) Kim Strömberg (26:27, Mark Santorelli) David Laliberté (32:43, Trent Whitfield, Hannes Oberdörfer) David Laliberté (39:18, Trent Whitfield, Davide Nicoletti) MacGregor Sharp (50:28, Powerplay, Kim Strömberg, Mark Santorelli) David Laliberté (55:04, Žiga Pance, Trent Whitfield) |
| 6. April 2014, 17:45 Uhr Eiswelle, Bozen 7.200 Zuschauer                                                   | HC Bozen | 4:2 (1:0, 0:0, 3:2) | EC Red Bull Salzburg |
| 6. April 2014, 17:45 Uhr Eiswelle, Bozen 7.200 Zuschauer                                                   | Žiga Pance (12:54, David Laliberté, Joseph Charlebois) Marco Insam (54:09, Rick Schofield, Alexander Egger) MacGregor Sharp (56:24, Powerplay, Alexander Egger, Kim Strömberg) Trent Whitfield (58:21, Empty Net, Alexander Egger, Žiga Pance) | Strafminuten: 2 bzw. 6 Torhüter: Jaroslav Hübl (HC Bozen, 60:00, 37 Schüsse, 2 Tore) Bernd Brückler (EC Red Bull Salzburg, 60:00, 23 Schüsse, 4 Tore)  | Troy Milam (46:22, Thomas Raffl) Thomas Raffl (50:34, Matthias Trattnig, Konstantin Komarek) |
| 8. April 2014, 19:30 Uhr Eisarena, Salzburg 3.200 Zuschauer                                                | EC Red Bull Salzburg | 7:2 (1:0, 2:2, 4:0) | HC Bozen |
| 8. April 2014, 19:30 Uhr Eisarena, Salzburg 3.200 Zuschauer                                                | Andreas Nödl (04:27, Fabio Hofer, Matthias Trattnig) Thomas Raffl (31:06, Manuel Latusa, Michael Boivin) Andreas Kristler (35:57, Powerplay, Dave Meckler, Brian Fahey) Evan Brophey (54:24, Manuel Latusa, Konstantin Komarek) Garrett Roe (55:10, Powerplay, Brian Fahey) Michael Boivin (57:29, Shorthanded, Garrett Roe) Florian Mühlstein (58:00, Empty Net) | Strafminuten:12 bzw. 14 Torhüter: Bernd Brückler (EC Red Bull Salzburg, 60:00, 25 Schüsse, 2 Tore) Jaroslav Hübl (HC Bozen, 60:00, 34 Schüsse, 7 Tore) | MacGregor Sharp (23:29, Alexander Egger) Marco Insam (34:10, Rick Schofield, John Esposito) |
| 11. April 2014, 19:30 Uhr Eiswelle, Bozen 7200 Zuschauer                                                   | HC Bozen | 3:5 (1:2, 1:1, 1:2) | EC Red Bull Salzburg |
| 11. April 2014, 19:30 Uhr Eiswelle, Bozen 7200 Zuschauer                                                   | Kim Strömberg (18:33, Sebastien Piche) Markus Gander (27:20, Alexander Egger, Anton Bernard) Kim Strömberg (52:27, Powerplay, Alexander Egger, Mark Santorelli) | Strafminuten: je 14 Torhüter: Jaroslav Hübl (HC Bozen, 60:00, 5 Tore) Bernd Brückler (EC Red Bull Salzburg, 60:00, 3 Tore)                             | Dominique Heinrich (10:27, Powerplay, Joe Motzko, Konstantin Komarek) Thomas Raffl (12:05, Michael Boivin) Konstantin Komarek (34:50, Powerplay, Joe Motzko, Dominique Heinrich) Garrett Roe (55:47, Andreas Kristler, Dave Meckler) Matthias Trattnig (59:38, Emptynetgoal, Marc Cullen)                                                |
| 13. April 2014, 17:45 Uhr Eisarena, Salzburg 3200 Zuschauer                                                | EC Red Bull Salzburg | 2:3 n. V. (1:0, 1:2, 0:0, 0:1) | HC Bozen |
| 13. April 2014, 17:45 Uhr Eisarena, Salzburg 3200 Zuschauer                                                | Dave Meckler (10:29, Powerplay, Brian Fahey, Troy Milam) Brian Fahey (28:57, Powerplay, Garrett Roe, Andreas Nödl) | Strafminuten: je 12 Torhüter: Bernd Brückler (EC Red Bull Salzburg, 71:27, 3 Tore) Jaroslav Hübl (HC Bozen, 71:27, 2 Tore)                             | Sebastien Piche (26:27, Powerplay, Mark Santorelli, Kim Strömberg) MacGregor Sharp (24:26, Powerplay, Mark Santorelli, Sebastien Piche) Žiga Pance (71:27, David Laliberte) |

### Playoff-Statistiken

#### Topscorer
| Spieler          | Team     | GP | G | A  | PTS | PIM | +/- | PPG | PPA | SHG | SHA | GWG | SOG | SG%    |
| ---------------- | -------- | -- | - | -- | --- | --- | --- | --- | --- | --- | --- | --- | --- | ------ |
| Derek Ryan       | VSV      | 9  | 2 | 14 | 16  | 6   | +6  | 0   | 7   | 0   | 0   | 0   | 33  | 6,1 %  |
| Garrett Roe      | Salzburg | 14 | 4 | 11 | 15  | 14  | +6  | 1   | 5   | 0   | 1   | 2   | 36  | 11,1 % |
| Dave Meckler     | Salzburg | 14 | 6 | 8  | 14  | 2   | +7  | 3   | 3   | 0   | 0   | 2   | 65  | 9,2 %  |
| Kim Strömberg    | Bozen    | 13 | 5 | 8  | 13  | 14  | +4  | 2   | 4   | 0   | 0   | 2   | 40  | 12,5 % |
| John Hughes      | VSV      | 9  | 5 | 7  | 12  | 10  | +4  | 1   | 4   | 0   | 0   | 0   | 29  | 17,2 % |
| Mark Santorelli  | Bozen    | 13 | 4 | 8  | 12  | 4   | 0   | 2   | 6   | 0   | 0   | 1   | 37  | 10,8 % |
| MacGregor Sharp  | Bozen    | 13 | 9 | 2  | 11  | 4   | +5  | 5   | 0   | 0   | 0   | 3   | 25  | 36,0 % |
| Sébastien Piché  | Bozen    | 13 | 3 | 8  | 11  | 30  | −8  | 1   | 6   | 0   | 0   | 2   | 32  | 9,4 %  |
| Brian Fahey      | Salzburg | 13 | 2 | 9  | 11  | 10  | +12 | 1   | 6   | 0   | 0   | 0   | 40  | 5,0 %  |
| Andreas Kristler | Salzburg | 14 | 6 | 4  | 10  | 16  | +8  | 2   | 3   | 0   | 0   | 3   | 38  | 15,8 % |

Legende: GP = Spiele, G = Tore, A = Assists, PTS = Punkte, +/- = Plusminus, PIM = Strafminuten, PPG = Powerplay-Tore, PPA = Powerplay-Assists, SHG = Unterzahl-Tore, SHA = Unterzahl-Assists, GWG = Siegestore, SOG = Torschüsse, SG% = Schuss-Effizienz

#### Torhüter
| Spieler                 | Team     | GP | GPI | GS | MIP    | GA | GAA  | SOG | SVS | SVS%  | SO | W  | L | OTL |
| ----------------------- | -------- | -- | --- | -- | ------ | -- | ---- | --- | --- | ----- | -- | -- | - | --- |
| Jakub Čech              | Znojmo   | 5  | 2   | 1  | 102:16 | 6  | 3,52 | 80  | 74  | 92,50 | 0  | 0  | 1 | 1   |
| Michael Ouzas           | Linz     | 8  | 8   | 8  | 507:53 | 25 | 2,95 | 327 | 302 | 92,35 | 0  | 4  | 2 | 2   |
| Jean-Philippe Lamoureux | VSV      | 9  | 9   | 9  | 540:42 | 24 | 2,66 | 298 | 274 | 91,95 | 0  | 5  | 3 | 1   |
| Jaroslav Hübl           | Bozen    | 13 | 13  | 13 | 813:26 | 34 | 2,51 | 420 | 386 | 91,90 | 1  | 10 | 3 | 0   |
| Adam Dennis             | Dornbirn | 6  | 6   | 6  | 366:08 | 22 | 3,61 | 262 | 240 | 91,60 | 0  | 2  | 3 | 1   |
| Bernd Brückler          | Salzburg | 14 | 12  | 11 | 723:19 | 28 | 2,32 | 295 | 267 | 90,51 | 1  | 8  | 2 | 1   |
| Zoltán Hetényi          | Féhervár | 4  | 3   | 3  | 197:56 | 10 | 3,03 | 102 | 92  | 90,20 | 0  | 0  | 2 | 1   |
| Matt Zaba               | Capitals | 5  | 5   | 5  | 247:26 | 17 | 4,12 | 152 | 135 | 88,82 | 0  | 1  | 4 | 0   |
| Sasu Hovi               | Znojmo   | 5  | 4   | 4  | 214:37 | 17 | 4,75 | 116 | 99  | 85,34 | 0  | 1  | 2 | 0   |
| Luka Gračnar            | Salzburg | 14 | 3   | 3  | 141:31 | 11 | 4,66 | 65  | 54  | 83,08 | 0  | 1  | 1 | 1   |

Legende: GP = Spiele, GPI = Tatsächliche Einsätze, GS = Begonnene Spiele, MIP = Spielminuten, GA = Gegentore, GAA = Gegentorschnitt, SOG = Torschüsse, SVS = Gehaltene Schüsse, SVS% = Fangquote, SO = Shutouts, W = Siege, L = Niederlagen in regulärer Spielzeit, OTL = Niederlagen in Overtime

## Kader des EBEL-Siegers
| EBEL-Sieger HC Bozen | Torhüter: Günther Hell, Jaroslav Hübl Verteidiger: Joe Charlebois, Alexander Egger, Enrico Miglioranzi, Davide Nicoletti, Hannes Oberdörfer, Sébastien Piché, Matt Tomassoni Angreifer: Mathieu Beaudoin, Anton Bernard, John Esposito, Angelo Esposito, Markus Gander, Marco Insam, David Laliberté, Žiga Pance, Mark Santorelli, Rick Schofield, MacGregor Sharp, Kim Strömberg, Trent Whitfield, Peter Wunderer, Stefan Zisser Trainer: Tom Pokel |